# Julius Faucher

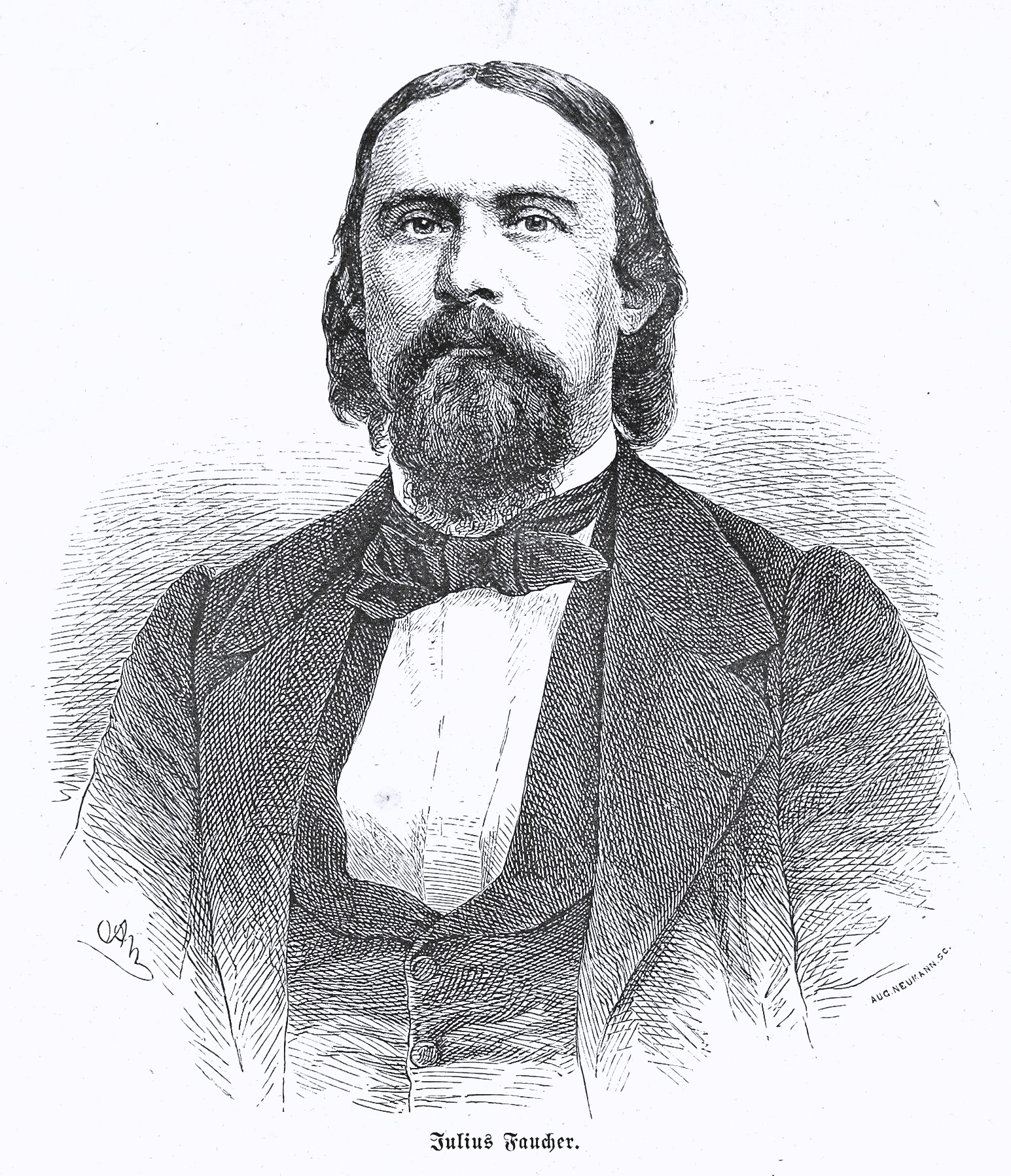
Julius Faucher.

Julius Faucher, född 13 juni 1820 i Berlin, död 12 juni 1878 i Rom, var en tysk nationalekonom.
Faucher stiftade 1846, tillsammans med bland andra John Prince-Smith, den första frihandelsföreningen i Berlin, var 1850 en bland grundläggarna av den frisinnade Berlintidningen "Abendpost" och överflyttade, sedan denna undertryckts, till London, där han vistades i tio år och - som medarbetare, 1856-60, i Richard Cobdens och John Brights organ "Morning Star" - än mer befästes i sin tro på frihandelsidéernas absoluta giltighet. Återkommen till hemlandet 1861, invaldes Faucher samma år i preussiska deputeradekammaren samt verkade ivrigt i tal och skrift för frihandelsidéernas utbredande. Han redigerade sedan 1863 de tyska frihandlamas huvudorgan, "Vierteljahrschrift für Volkswirtschaft und Kulturgeschichte". I denna tidskrift skrev han en mängd smärre nationalekonomiska uppsatser samt gav dessutom ut flera volymer reseminnen, till exempel Vergleichende Culturbilder aus den vier europäischen Millionenstädten (1877). Som nationalekonom hyllade han den längst gående frihandelsdoktrinen och bekämpade häftigt den historiska skolan under Wilhelm Roscher därför, att den ej ville inse, att nationalekonomin var "ren logik och matematik", utan för denna vetenskap dristade vänta sig nytta av historia och statistik.